# Czerwona Woda (dopływ Nysy Łużyckiej)
Czerwona Woda (niem. Rothwasser, czes. Oldříšský potok) – rzeka w Czechach i w Polsce (województwo dolnośląskie), prawy dopływ Nysy Łużyckiej. Nad rzeką położone są wsie: Dolní Oldřiš, Miedziana, Bierna, Radzimów, Mała Wieś Górna, Sulików, Mała Wieś Dolna, Kunów i Tylice. Wypływa ona u podnóża Gór Izerskich, na południowym wschodzie gminy Bulovka (niem. Bullendorf) we wsi Dolní Oldřiš (niem. Niederullersdorf) w Czechach. Rzeka ma długość 22 km, a ujście w Zgorzelcu (Zgorzelec Ujazd).